# Pinnacle Studio
Pinnacle Studio és un programa d'edició de vídeo creat originàriament per Pinnacle Systems. Va ser comprat per Avid i més tard per Corel, el juliol del 2012. Pinnacle Studio permet crear contingut als usuaris en Video CD, DVD-Vídeo, AVCHD o Blu-ray, afegir menús complementaris i convertir-los en discos.

## Versions
Des de la versió 9, Pinnacle Studio s'ha venut en edicions diferents: Basic, Studio Plus i Studio Ultimate, totes de software comercial. Existeixen funcions addicionals a les edicions Plus i Ultimate.
La versió lliure i amb menys funcionalitats de Pinnacle Studio fou Pinnacle Videospin, concebut per a una manipulació senzilla i ràpida, amb una interfície clara i organitzada, pensat per a usuaris inexperts, cosa que fa que el programa sigui bastant limitat i amb poques opcions.

### Studio 10
Studio 10 i Studio 10 Plus van ser posats a la venda el 17 d'agost del 2005. Es va introduir la visualització en temps real en màxima qualitat, i també la possibilitat de mesclar fixters PAL, NTSC, 4:3 i 16:9 a la línia de temps. La versió estàndard de Studio 10 ofereix menys funcions que Studio 9, però Studio 10 Plus inclou l'edició en alta definició.

### Studio 11
Studio 11 va ser estrenat el juny del 2007. Tenia també tres versions: kaalai, Studio Plus, i Studio Ultimate, totes compatibles amb el sistema operatiu Windows Vista.
Studio 11 Plus afegia l'edició HDV i AVHD, i DVD en alta definició. A partir d'aquesta versió va ser possible editar els fotogrames per separat en la majoria dels efectes.

### Studio 12
Studio 12 va entrar al mercat el juny del 2008. Es van millorar els controls de l'àudio, a més de poder importar en format MOD.
Les versions Plus i Ultimate afegien la possibilitat de crear discos Blu-ray amb menús.

### Studio 14
Studio 14 va ser posat a la venda el setembre del 2009.
El nom de la versió bàsica va canviar-se a Studio HD, el de la versió Plus, per Studio HD Ultimate version, mentre que l'anterior versió Ultimate va passar a anomenar-se Studio HD Ultimate Collection.

### Studio 15
Studio 15 es va estrenar el febrer del 2011.
Entre les noves funcions s'hi pot trobar la restauració de fitxers i nous efectes, transicions i una gran varietat de menús.

### Studio 16
Studio 16 va entrar al mercat l'agost del 2012. Les noves funcions inclouen edició en 3D estereoscòpic i 50GB gratuïts al núvol.

### Studio 17
Studio 17 va estrenar-se l'octubre del 2013. Es va incrementar la velocitat de renderització dels vídeos, a més d'incloure un software per gravar la pantalla de l'ordinador (Live Screen Capture), un corrector d'àudio i el suport per vídeos en ultra alta definició (4K).

### Studio 18
L'octubre del 2014 va sortir a la venda l'Studio 18. Amb un rendiment de 64 bits eficaç i ràpid com a novetat més destacable, incorporava lleugeres millores en la interfície i al programa integrat Live Screen Capture i nous efectes.

### Studio 19
El 2015 va sortir al mercat l'Studio 19, que incorporava un editor multicàmera i suport per a processadors Intel Core i7 de sisena generació.

### Pinnacle videospin
La interfície està dividida en quatre sectors.
Totalment a l'esquerra queda la zona de medis, on hi ha sis icones, un per a cadascun dels següents medis: importar video, transicions, text, importar imatges, importar efectes de so i importar música.
A la dreta de la zona de medis hi ha un tutorial, que és molt útil per a usuaris novençans, que no es pot treure per deixar més espai a la zona de medis.
A l'extrem dret hi ha la zona de previsualització, en forma de petita pantalla on es poden previsualitzar tant els medis com el projecte de video. Les previsualitzacions es poden fer a pantalla completa de dues maneres: fent clic a una petita fletxa sobre fons rosa que hi ha just damunt de la pantalleta o fent doble clic sobre aquesta.
A la part inferior hi ha la barra de temps (més coneguda com a timeline), que és on es desplacen els medis i s'ordenen cronogràficament per a crear el video. Està dividida en cinc sectors: video, so lligat al video, text, efectes de so i música. Aquesta barra pot ser desplaçada i s'hi pot aplicar zoom.
VideoSpin té un període de prova de 15 dies, després del qual el programa deixa de reconèixer determinats formats de video (tant d'entrada com de sortida) el qual pot ser un greu problema per a l'usuari. Es poden recuperar aquests formats pagant una llicència.